# Dorotabó
A dorotabó (japánul: 泥田坊) a japán folklór egyik szellemalakja, egy jókai, neve magyarra lefordítva 'sárembert' jelent. Az egykori földműves nevét onnan kapta, hogy a halála után eltékozolt földjeit, melynek helyszínén kísért, visszaszerezze.

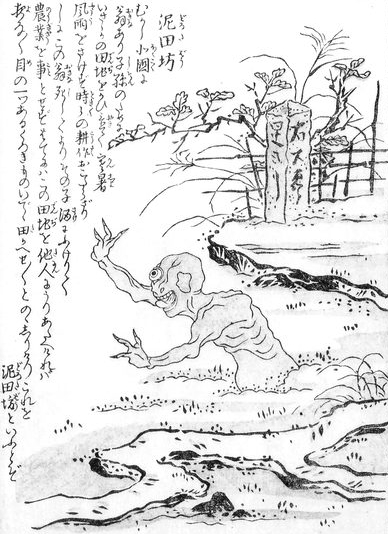
Dorotabó, Torijama Szekien munkája

## Megjelenés
A dorotabót hagyományosan egy frissen öntözött, nedves rizsföldből félig kiemelkedő, kopasz emberalak torzójaként írják le, melyet tetőtől talpig sár borít, s egyetlen szeme a homloka közepén helyezkedik el. Csupán három ujja van, mely jelentőséggel bír. Japánban ugyanis úgy tartották, hogy az ember öt-öt ujja három bűnt, illetve két erényt képvisel, melyek az alábbiak: a harag, a kapzsiság, a tudatlanság, továbbá a bölcsesség és az együttérzés. A bosszúvágytól fűtött dorotabóból ez utóbbi kettő kiveszett, ugyanakkor a megmaradt három ujj jelzi, hogy a fent említett három bűn táplálja haragját.
A dorotabó rendszerint bármiféle előjel nélkül, késő éjjel jelenik meg a rizsföldeken, ahol folyamatos sírás, nyöszörgés és hörgés kíséretében könyörög az elvesztett földjéért. Lényegesen gyakoribbak az olyan beszámolók, melyekben csak hallották a lényt, minthogy látták is volna azt. 

## A legenda gyökerei
A legenda szerint, a lény egy olyan öregember lelkéből születik meg, aki egy életen át tartó, kemény és fáradságos munkával dolgozott szerény földecskéjén, míg az termékeny és hasznot hozó rizsfölddé nem vált, s annak tudatában távozott el a túlvilágra, hogy családja, illetve örökösei számára valódi, időtálló értéket teremtett. Amennyiben azonban a föld egy kicsapongó életvitelt folytató, hálátlan fiúhoz került, aki eladta édesapja vérébe és verejtékébe kerülő, drága földet, hogy e pénzből hódoljon élvezeteinek, úgy a paraszt lelke immár nem nyugodhatott békében, s hogy elégedetlenségének hangot adjon, kikel a sírjából és szeretett földjét követeli.
Más történetekben, a dorotabó, azon földművesek szelleme, akik szerencsejáték, vagy más egyéb csalárdság révén lettek megfosztva földjüktől, s így egyúttal minden vagyonuktól.
Egyes források szerint a dorotabó megnevezés egy régi, Edo-kori kifejezésből ered, mely a híres-nevezetes Joshivara-negyedben volt használatos. Tokió ezen hajdani piroslámpás negyedében a "dorota wo bo de utsu" kifejezés annyit tett, mint "karót szúrni a rizsföldbe", amely egyfajta szlengként szolgált akkoriban a közösülés leírására.
Akárhogy is, kevés leírás található erről a lényről, ami nagyban megnehezíti a kutatók dolgát. Többek között az sem teljesen tisztázott, hogy pontosan mikor és milyen körülmények között jelenik meg a jókai. Torijama Szekien illusztrációja (jobbra) azonban nyújthat némi támpontot számunkra. A képen a talaj egyértelműen nedves, ám rizspalántáknak nyoma sincs, se a lény bőrén, se pedig a körülötte lévő ültetvényen. Magát az ültetvényt kora tavasszal szántják fel, majd elárasztják és állni hagyják egy darabig, mígnem végül elültetik a palántákat. Ennek pontos időpontját természetesen nagyban befolyásolja a szóban forgó terület éghajlata, ám a kép alapján annyi így is megállapítható, hogy a dorotabó rendszerint a rizsföld elöntése utáni, ám még a növény elültetése előtti időszakban bukkan fel.
A lényről első ízben Torijama Szekien egyik könyvében, a Kondzsaku Hyakki Súiban (’Szellemlények egykoron és ma’) tesznek említést. Ámbár feltehetőleg különféle népmesék és mondák szolgálhattak alapul e szellem létrejötténél, a néprajzkutatók mégis az ő eszmeszüleményének tartják.
Mindazonáltal a dorotabó története feltehetőleg arra a tényre vezethető vissza, miszerint Japán területén kimondottan kevés megművelhető terület áll rendelkezésre, így minden egyes, talpalatnyi termőföldet meg kell becsülni.